# Provinz Tarma
Die Provinz Tarma ist eine von neun Provinzen der Region Junín in Zentral-Peru. Die Provinz hat eine Fläche von 2749 km². Verwaltungssitz ist die Stadt Santa Ana de Tarma.

## Geographische Lage
Die Provinz Tarma liegt in der peruanischen Zentralkordillere, östlich des Oberlaufs des Río Mantaro sowie südlich des Junín-Sees. Sie erstreckt sich über einen Teil des Einzugsgebietes des Río Tarma, linker Quellfluss des Río Chanchamayo. Die Provinz liegt in einer Übergangszone vom andinen Hochland hin zum amazonischen Tiefland. Sie grenzt im Norden an die Provinz Junín, im Osten an die Provinz Chanchamayo, im Süden an die Provinz Jauja sowie im Westen an die Provinz Yauli. Die Provinz Tarma liegt zum Teil im UNESCO-Biosphärenreservat Bosques de Neblina – Selva Central.

## Bevölkerung
Die Provinz hat eine abnehmende Bevölkerungsentwicklung. Im Jahr 1993 lag die Einwohnerzahl noch bei 115.686. Im Jahr 2007 waren es noch 112.230, im Jahr 2017 89.590.

## Gliederung
Die Provinz Tarma gliedert sich in die folgenden neun Distrikte (Distritos). Der Distrikt Tarma ist Sitz der Provinzverwaltung.
| Distrikt           | Verwaltungssitz    |
| ------------------ | ------------------ |
| Acobamba           | Acobamba           |
| Huaricolca         | Huaricolca         |
| Huasahuasi         | Huasahuasi         |
| La Unión           | Leticia            |
| Palca              | Palca              |
| Palcamayo          | Palcamayo          |
| San Pedro de Cajas | San Pedro de Cajas |
| Tapo               | Tapo               |
| Tarma              | Santa Ana de Tarma |